# 범아시아주의

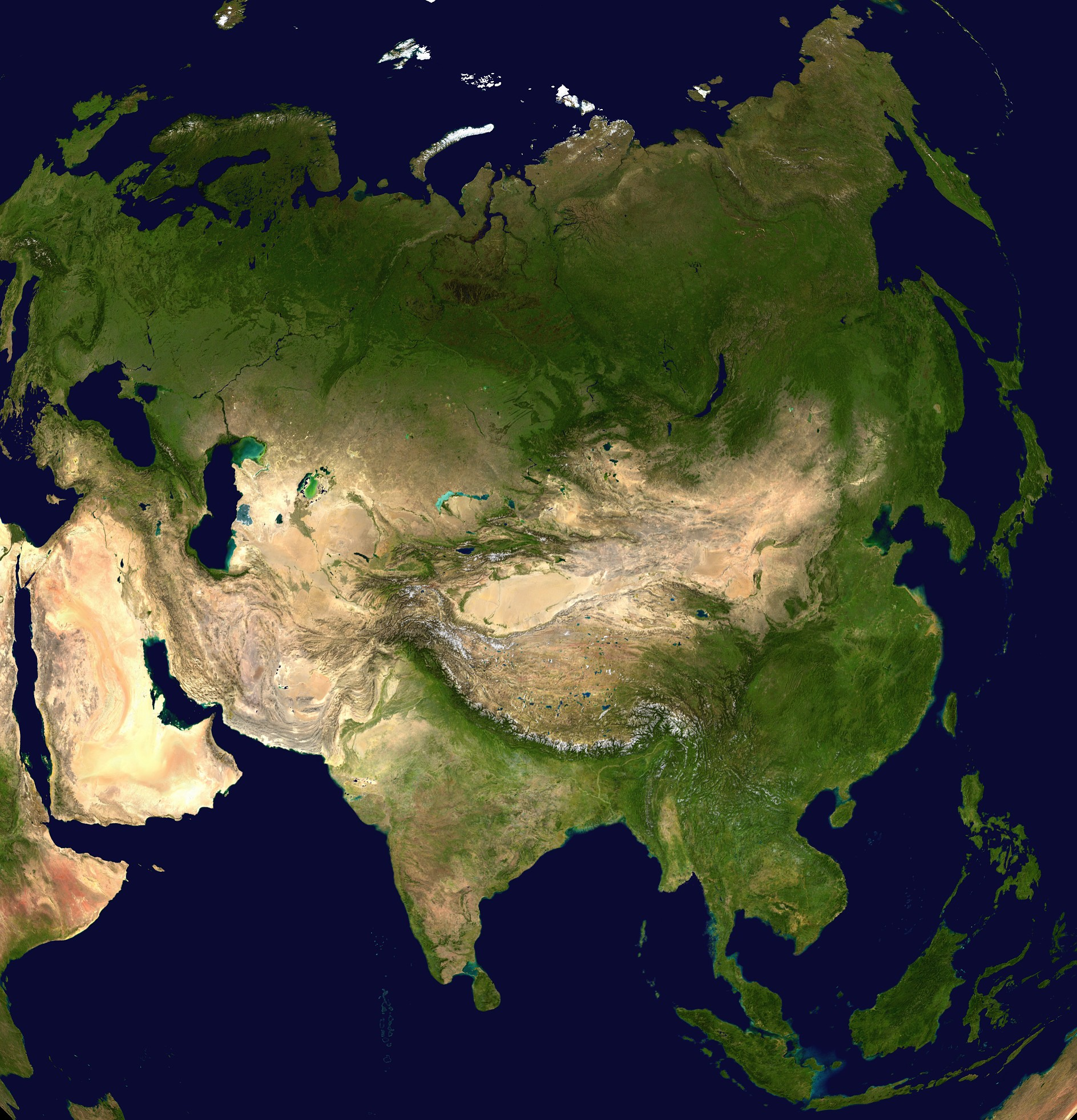
인공위성이 바라본 아시아

범아시아주의(汎-主義, 영어: Pan-Asianism)는 아시아의 나라와 주민들은 유사한 가치관을 가지며, 유사한 역사적 과정을 거쳤으므로 정치적 또는 문화적으로 연합해야 한다는 범민족주의 이데올로기이다.

## 일본의 범아시아주의

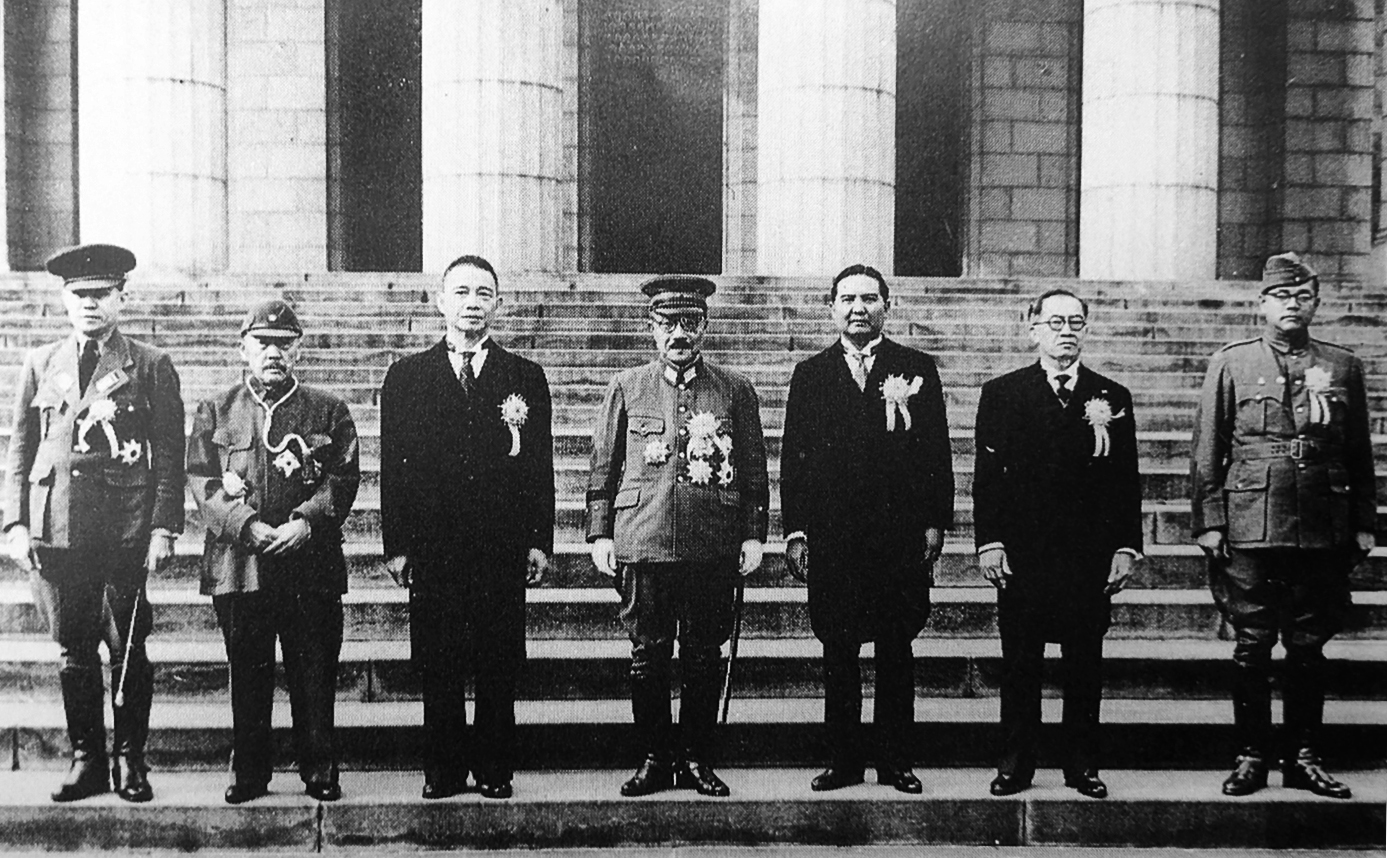
1943년 11월 5일 대동아 회의에 참가한 각국 수뇌부들.(일본 제국 의사당 앞에서 기념 촬영) 왼쪽으로부터 버마의 바 마우, 만주국의 장징후이, 난징 국민정부(중화민국)의 왕징웨이, 일본 제국의 도조 히데키, 태국의 완 와이타야꼰, 필리핀의 호세 라우렐, 인도 임시정부의 찬드라 보세.

범아시아주의의 관념은 일본 내에서는 19세기말에 시작되었다.
일본의 범아시아주의자인 오쿠라 가쿠조(岡倉覚三)는 그의 저서에서 "아시아는 하나"라는 표어를 만들어내었다.
1930년대와 1940년대에는, 이 사상이 제국주의 일본 정부의 선전운동의 일부로 이용되어 유럽의 제국주의에 대항한 대동아공영권을 이론적으로 뒷받침하였다. 대표적인 관련 사상가로 오카와 슈메이 등이 있었다.

## 중국의 범아시아주의
중국의 범아시아주의의 역사는 매우 길고 고대부터 거슬러올라간다. 당시는 범아시아주의라는 단어는 존재하지 않았으나, 자신들의 세계의 중심이라는 중화사상이라는 이름 하에, 중세 시대까지 주위 아시아 국가들을 정치적으로 지배하는 패권국으로 자리잡았으며, 주위 국가들을 조공국이 되어 그들에게 충성을 맹세하였다.
청나라 말기에는 이러한 구도가 완전히 붕괴되었다. 이후 쑨원은 중국 대륙 침략을 노골화하기 전까지는 일본과 친분을 쌓으면서 중국과 일본중심의 범아시아주의를 주장하였다. 현재 중국대륙을 지배하는 중화인민공화국은 현재 패권국으로 부상하고 있으며 미국의 그늘에서 탈피하려는 움직임을 보이고 있다. 중화인민공화국은 현재 중국을 중심으로 아시아의 단결을 주장하고 있다.

## 같이 보기
- 대동아공영권
- 도야마 미쓰루
- 겐요샤(현양사)
- 태평양 전쟁
- 일본의 전쟁 범죄
- 팔굉일우
- 국가신도
- 후쿠자와 유키치
- 탈아입구
- 사이고 다카모리
- 정한론
- 범민족주의
- 중화사상
- 쑨원

## 참고 문헌 및 링크
- 강창일, 《근대 일본의 조선침략과 대아시아주의》,역사비평사, 2002
- 內田良平, 《日本の亞細亞》, 흑룡회출판부, 1932